# Есхатология
Есхатология (гр. ἔσχατον – „окончателен“, „последен“ + λόγος – „слово“, „знание“) е тематичната област в теологията, която разглежда темата за крайните събития от историята (на настоящата епоха) на човечеството.
Това е система от религиозни възгледи и представи за края на света, изкуплението, задгробния живот, съдбата на Земята и човечеството, и прехода му към качествено ново състояние .
Есхатологията е клон от богословието, предмет на изучаване в рамките на една или друга религиозна доктрина. Религията различава т.нар. индивидуална есхатология, т.е. дисциплина за задгробния живот и спасението на собствената душа и всеобща есхатология, която е религиозно учение за космоса, историята, техния край и спасението на всемирното човечество.
Есхатологията като философия е присъща на множество религиозни вярвания и доктрини. Особено развитие есхатологията получава в т.нар. авраамически религии – юдаизма, от който преминава в християнството (виж ранно християнство и Страшния съд), а по-сетне и в исляма.
Класически пример за есхатологическа религиозна литература е Откровението на Йоан (или „Апокалипсис“).
В будизма се счита, че вселената и в частност човечеството преминава дълги космически цикли (калпи) на зараждане, развитие и загиване. Доколкото може да се говори за будистка есхатология следващият цикъл ще бъде времето на идването на буда Майтрея.